# Републикански път II-12
Републикански път II-12 е второкласен път, част от републиканската пътна мрежа на България, изцяло на територията на област Видин. Дължината му е 27,4 km.
Пътят започва от 6-и км на Републикански път I-1 на околовръстния път на Видин северозападно от град, минава през село Иново, пресича Делейнска река и покрай западното подножие на Винаровските височини достига до село Гъмзово. След това пресича южната част на Бреговско-Новоселската низина, преминава през град Брегово и достига до сръбската граница при ГКПП Брегово, където продължава с път № 33 от Сръбската пътна мрежа.
От него се отклоняват два третокласни пътя от Републиканската пътна мрежа:
- при 2,7 km – наляво Републикански път III-121 (49,6 km) до град Кула;
- при 26,4 km, в град Брегово — надясно Републикански път III-122 (37,9 km) до 3,7 km на Републикански път I-1 северно от Видин.

| Пътища, отклоняващи се надясно (населено място, № на пътя, посока на пътя) | Км   | Пътища, отклоняващи се наляво (посока на пътя, № на пътя, населено място) |
| -------------------------------------------------------------------------- | ---- | ------------------------------------------------------------------------- |
| Община Видин I-1, 6,0 km →                                                 | 0,0  | → 6,0 km, I-1, Община Видин                                               |
|                                                                            | 2,7  | → 0,0 km, III-121 (за гр. Кула)                                           |
| (за с. Капитановци) общински път, с. Иново ←                               | 3,2  | с. Иново                                                                  |
| Община Брегово, (за с. Майор Узуново) общински път ←                       | 7,2  | община Брегово                                                            |
|                                                                            | 8,3  | → общински път (за с. Калина)                                             |
| (за с. Гъмзово) общински път ←                                             | 13,2 |                                                                           |
| (за с. Гъмзово) общински път ←                                             | 15,7 |                                                                           |
|                                                                            | 20,9 | → общински път (за с. Ракитница)                                          |
| (за 3,7 km на I-1) III-122, гр. Брегово, 0,0 km ←                          | 26,4 | гр. Брегово                                                               |
| ГКПП Брегово                                                               | 27,4 | ГКПП Брегово                                                              |